# Sun Country Airlines
Sun Country Airlines es una aerolínea de ultra bajo costo estadounidense con base en el Aeropuerto Internacional de Mineápolis-Saint Paul desde donde realiza vuelos a México, Costa Rica, el Caribe y dentro de los Estados Unidos. La aerolínea con nuevos propietarios este realizando grandes cambios, nuevas rutas y está ampliando su flota con aviones nuevos Boeing.

## Destinos
Sun Country Airlines vuela a 81 destinos y opera más de 100 rutas en todo el Caribe, Estados Unidos, Canadá, México y América Central. Muchos destinos de Sun Country reciben servicios estacionales a medida que la demanda crece y disminuye durante todo el año.
La aerolínea también ofrece servicios chárter para las Fuerzas Armadas de los Estados Unidos y los equipos de fútbol de la NCAA. La aerolínea ha brindado servicios chárter a los equipos de la Major League Soccer desde 2020 y se convirtió en la aerolínea oficial de la liga en 2022. Sun Country tiene varios contratos de alquiler de casinos.
| Ciudad                    | Código de Aeropuerto | Código de Aeropuerto | Nombre del aeropuerto                              | Notas        |              |
| Ciudad                    | IATA                 | ICAO                 | Nombre del aeropuerto                              | Notas        |              |
| Norteamérica              | Norteamérica         | Norteamérica         | Norteamérica                                       | Norteamérica | Norteamérica |
| ------------------------- | -------------------- | -------------------- | -------------------------------------------------- | ------------ | ------------ |
| Canadá                    |                      |                      |                                                    |              |              |
| Vancouver                 | YVR                  | CYVR                 | Aeropuerto Internacional de Vancouver              | [ 7 ]        |              |
| Estados Unidos            |                      |                      |                                                    |              |              |
| Anchorage                 | ANC                  | PANC                 | Aeropuerto Internacional Ted Stevens Anchorage     |              |              |
| Boston                    | BOS                  | KBOS                 | Aeropuerto Internacional Logan                     |              |              |
| Chicago                   | ORD                  | KORD                 | Aeropuerto Internacional O'Hare                    |              |              |
| Dallas                    | DFW                  | KDFW                 | Aeropuerto Internacional de Dallas-Fort Worth      |              |              |
| Fort Myers                | RSW                  | KRSW                 | Aeropuerto Internacional de Florida Suroccidental  |              |              |
| Las Vegas                 | LAS                  | KLAS                 | Aeropuerto Internacional Harry Reid                |              |              |
| Los Ángeles               | LAX                  | KLAX                 | Aeropuerto Internacional de Los Ángeles            |              |              |
| Miami                     | MIA                  | KMIA                 | Aeropuerto Internacional de Miami                  |              |              |
| Mineápolis                | MSP                  | KMSP                 | Aeropuerto Internacional de Mineápolis-Saint Paul  | HUB          |              |
| Nueva York                | JFK                  | KJFK                 | Aeropuerto Internacional John F. Kennedy           |              |              |
| Oakland                   | OAK                  | KOAK                 | Aeropuerto de Oakland de la Bahía de San Francisco |              |              |
| Palm Springs              | PSP                  | KPSP                 | Aeropuerto Internacional de Palm Springs           |              |              |
| Phoenix                   | PHX                  | KPHX                 | Aeropuerto Internacional de Phoenix-Sky Harbor     |              |              |
| San Diego                 | SAN                  | KSAN                 | Aeropuerto Internacional de San Diego              |              |              |
| San Francisco             | SFO                  | KSFO                 | Aeropuerto Internacional de San Francisco          |              |              |
| Seattle                   | SEA                  | KSEA                 | Aeropuerto Internacional de Seattle-Tacoma         |              |              |
| Tampa                     | TPA                  | KTPA                 | Aeropuerto Internacional de Tampa                  |              |              |
| Washington D. C.          | IAD                  | KIAD                 | Aeropuerto Internacional de Washington-Dulles      |              |              |
| México                    |                      |                      |                                                    |              |              |
| Cancún                    | CUN                  | MMUN                 | Aeropuerto Internacional de Cancún                 |              |              |
| Cozumel                   | CZM                  | MMCZ                 | Aeropuerto Internacional de Cozumel                |              |              |
| Huatulco                  | HUX                  | MMBT                 | Aeropuerto Internacional de Bahías de Huatulco     |              |              |
| Ixtapa Zihuatanejo        | ZIH                  | MMZH                 | Aeropuerto Internacional de Ixtapa-Zihuatanejo     |              |              |
| Los Cabos                 | SJD                  | MMSD                 | Aeropuerto Internacional de Los Cabos              |              |              |
| Mazatlán                  | MZT                  | MMMZ                 | Aeropuerto Internacional General Rafael Buelna     |              |              |
| Puerto Vallarta           | PVR                  | MMPR                 | Aeropuerto Internacional de Puerto Vallarta        |              |              |
| Centroamérica y El Caribe |                      |                      |                                                    |              |              |
| Aruba                     |                      |                      |                                                    |              |              |
| Oranjestad                | AUA                  | TNCA                 | Aeropuerto Internacional Reina Beatrix             |              |              |
| Bahamas                   |                      |                      |                                                    |              |              |
| Nasáu                     | NAS                  | MYNN                 | Aeropuerto Internacional Lynden Pindling           |              |              |
| Belice                    |                      |                      |                                                    |              |              |
| Ciudad de Belice          | BZE                  | MZBZ                 | Aeropuerto Internacional Philip S. W. Goldson      |              |              |
| Costa Rica                |                      |                      |                                                    |              |              |
| Liberia                   | LIR                  | MRLB                 | Aeropuerto de Guanacaste                           |              |              |
| Jamaica                   |                      |                      |                                                    |              |              |
| Montego Bay               | MBJ                  | MKJS                 | Aeropuerto Internacional Sir Donald Sangster       |              |              |
| Honduras                  |                      |                      |                                                    |              |              |
| Roatán                    | RTB                  | MHRO                 | Aeropuerto Internacional Juan Manuel Gálvez        |              |              |
| Puerto Rico               |                      |                      |                                                    |              |              |
| San Juan                  | SJU                  | TJSJ                 | Aeropuerto Internacional Luis Muñoz Marín          |              |              |
| República Dominicana      |                      |                      |                                                    |              |              |
| Punta Cana                | PUJ                  | MDPC                 | Aeropuerto Internacional de Punta Cana             |              |              |

### Acuerdos interlineales
Sun Country mantiene acuerdos interlineales con las siguientes aerolíneas:
- China Airlines
- Condor[8]
- Emirates
- EVA Air
- Hawaiian Airlines
- Icelandair

## Flota

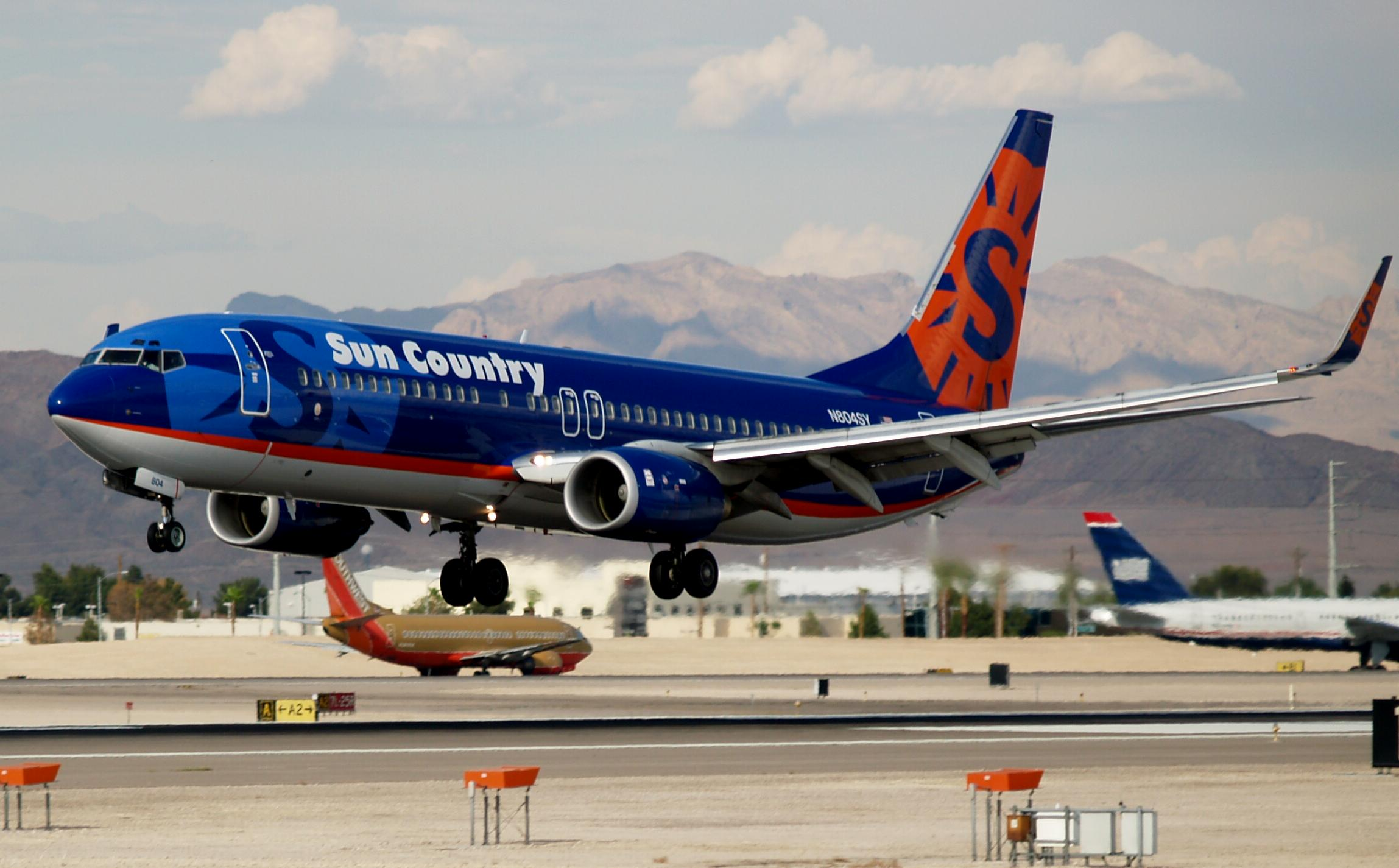
Boeing 737 de Sun Country.

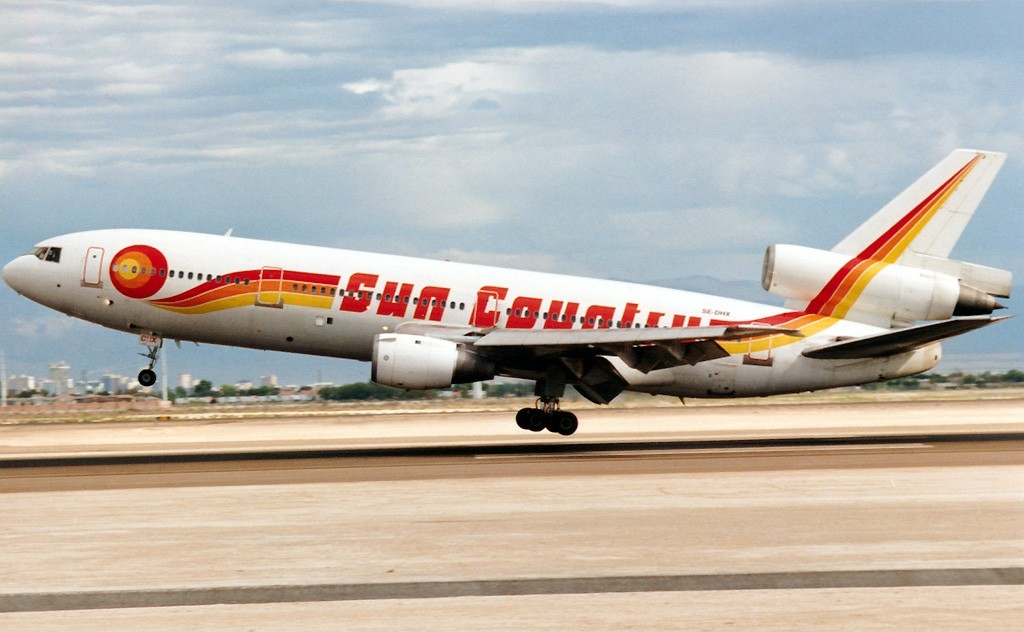
DC-10 de Sun Country.

### Flota actual
La flota de Sun Country Airlines consta de aviones Boeing 737. Estacionalmente, se arriendan aviones adicionales entre Transavia y Sun Country: durante su temporada de verano lenta, Sun Country ocasionalmente alquila aviones a Transavia y durante la temporada de invierno lenta de Transavia, la aerolínea arrienda aviones a Sun Country.
En diciembre de 2019, Sun Country anunció que comenzarían a operar vuelos de carga para Amazon. Sun Country operará inicialmente diez aviones de carga para Amazon Air.
A julio de 2025, la flota de aviones de SunCountry Airlines tiene una edad promedio de 18.1 años y está compuesta por las siguientes aeronaves:
| Avión              | En Servicio        | Órdenes            | Pasajeros          | Pasajeros          | Pasajeros          | Pasajeros          | Notas                                                                |
| Avión              | En Servicio        | Órdenes            | F                  | Y+                 | Y                  | Total              | Notas                                                                |
| Flota de pasajeros | Flota de pasajeros | Flota de pasajeros | Flota de pasajeros | Flota de pasajeros | Flota de pasajeros | Flota de pasajeros | Flota de pasajeros                                                   |
| ------------------ | ------------------ | ------------------ | ------------------ | ------------------ | ------------------ | ------------------ | -------------------------------------------------------------------- |
| Boeing 737-800     | 43                 | —                  | –                  | 30                 | 156                | 186                |                                                                      |
| Boeing 737-800     | 1                  | —                  | 76                 | –                  | –                  | 76                 | Configuración de chárter VIP.                                        |
| Boeing 737-900ER   | 2                  | 3                  | ASA                | ASA                | ASA                | ASA                | El primer avión de segunda mano fue entregardo por Oman Air en 2024. |
| Flota de carga     |                    |                    |                    |                    |                    |                    |                                                                      |
| Boeing 737-800BCF  | 17                 | 3                  | Carga              | Carga              | Carga              | Carga              | Aviones operados para Amazon Air.                                    |
| Total              | 63                 | 6                  |                    |                    |                    |                    |                                                                      |

### Flota Histórica
| Avión                       | Total | Introducido | Retirado | Notas                          |
| --------------------------- | ----- | ----------- | -------- | ------------------------------ |
| Boeing 727-200              | 1     | 1982        | 2001     |                                |
| Boeing 737-700              | 9     | 2008        | 2023     |                                |
| McDonnell Douglas DC-10-10  | 6     | 1993        | 1998     |                                |
| McDonnell Douglas DC-10-15  | 4     | 1994        | 2001     |                                |
| McDonnell Douglas DC-10-30F | 2     | 1995        | 1997     | Arrendado a Gemini Air Cargo   |
| McDonnell Douglas DC-10-40  | 6     | 1986        | 1991     | Dispuesto a Northwest Airlines |